# Nova socialdemokracija
Nova socialdemokracija (kratica NS) je slovenska politična stranka, ki temelji na idejah krščanskega socializma. Predhodnik stranke so Krščanski socialisti Slovenije, predsednik je Andrej Magajna.

## Zgodovina

### Idejna zgodovina
Krščanski socializem izhaja idejno iz krščanskega  socialnega gibanja, ki ga je na Slovenskem začel dr. Janez Evangelist Krek. Njegov izjemni pomen se kaže tudi v tem, da je naredil sintezo med socialističnimi idejami, praktičnim socialnim delovanjem in etiko krščanstva.
Z izrazom »krščanski« v svojem nazivu poudarjajo navezavo na slovensko krščansko-socialno izročilo ter sodobna spoznanja in prakso socialno usmerjenih kristjanov po svetu, združenih v gibanjih in strankah, katere krovno mednarodno organizacijo predstavlja Mednarodna zveza vernih socialistov (International League of Religious Socialists).

### Zgodovina na slovenskem
Idejno in strokovno sta na Slovenskem krščansko socialno misel  razvijala Andrej Gosar in Edvard Kocbek. Med obema vojnama je deloval v tem duhu tudi krščansko-socialistični sindikat Jugoslovanska strokovna zveza. Do druge svetovne vojne se je  uveljavil kot nosilec sodobne gospodarske, socialne in kulturne preobrazbe slovenskega  naroda. Leta 1939 je skupaj z Alešem Stanovnikom in dr.Tomažem Furlanom organiziral odbor za ustanovitev stranke.
V narodnoosvobodilni boj so se krščanski socialisti vključili z namenom izbojevnja osvoboditve in polne politične suverenosti slovenskega naroda ter mu zagotoviti, socialni in kulturni razvoj na ravni razvitih evropskih držav. Po vojni se je krog krščanskega socialnega gibanja ohranjal in širil  okrog slovenskih izobražencev, zbranih okrog revije 2000.  Med slovenskimi škofi ima posebno mesto teološka misel dr. Vekoslava Grmiča.
Leta 1991 so se krščanski socialisti tudi politično organizirali in začeli ponovno delovati kot stranka. Ker se le-ta ni (do)registrirala po novem zakonu, so se po letu 1995 posamezniki iz jedra stranke angažirali v družbenem socialnem gibanju. Sodelovali so z različnimi političnimi organizacijami in civilnimi združenji. Leta 2007 je gibanje zopet preraslo v organizirano politično akcijo z registracijo stranke Krščanski socialisti Slovenije.
Na državnozborskih volitvah leta 2011 je stranka nastopila na skupni listi pod okriljem stranke SMS - Zeleni, h kateri so bili priključeni še Demokrati Slovenije, Zelena koalicija in Zveza za Primorsko. Skupna lista je na volitvah dobila 0,86 % glasov.
V kampanji pred referendumom o varovanju arhivskega gradiva leta 2014 so sodelovali kot nasprotniki zakona. Leta 2017 so se vključi tudi v kampanjo pred referendumom o drugem tiru in znova sodelovali kot nasprotniki.
Pred državnozborskimi volitvami 2018 se je stranka Krščanski socialisti Slovenije združila z gibanjem Nova prihodnost Milana Balažica ter skupino iz nekdanje Združene levice v stranko Novi socialdemokrati. Kasneje so se zaradi spora s stranko Socialni demokrati v zvezi z imenom preimenovali v Novo socialdemokracijo, na volitvah pa niso nastopili.
Na državnozborskih volitvah 2022 je stranka nastopila kot članica skupne liste Povežimo Slovenijo. Skupni listi ni uspelo prestopiti parlamentarnega praga, dobili so 3,41 % glasov.
Stranka je istega leta sodelovala v kampanji za tri referendume, in sicer o zakonu o RTV Slovenija, zakonu o vladi in zakonu o dolgotrajni oskrbi, pri vseh treh kot nasprotniki zakonov.
Leta 2025 je stranka sodelovala kot organizator kampanje pred referendumom o dodatku k pokojnini kulturnikom, in sicer kot nasprotnica zakona.

## Rezultati volitev
| Volitve | Št. glasov   | %            | +/–          | Sedeži | +/–        | Mesto | Vlada |
| ------- | ------------ | ------------ | ------------ | ------ | ---------- | ----- | ----- |
| 2011    | 9.532        | 0,86         | Stagnacija   | 0 / 90 | Stagnacija | 11.a  | –     |
| 2014    | ni nastopila | ni nastopila | ni nastopila | 0 / 90 | 0          | /     | –     |
| 2018    | ni nastopila | ni nastopila | ni nastopila | 0 / 90 | 0          | /     | –     |
| 2022    | 40.612       | 3,41         | 2,55         | 0 / 90 | 0          | 7.b   | –     |

^a  Stranka se je na volitve podala na skupni listi SMS - Zeleni.
^b  Stranka se je na volitve podala na skupni listi Povežimo Slovenijo.